# Alba Longa
Alba Longa (občasno napisana Albalonga v italijanskih virih) je bilo antično mesto Latincev v osrednji Italiji, 19 kilometrov jugovzhodno od Rima, v gričevju Albani. Ustanovitelj in vodja Latinske lige, ki jo je Rimsko kraljestvo uničilo okoli sredine 7. stoletja pred našim štetjem, njeni prebivalci pa so se morali preseliti v Rim. V legendi sta ustanovitelja Rima Romul in Rem izhajala iz kraljeve dinastije Alba Longa, ki je bila v Vergilijevi Eneidi krvni rod Eneja, sina Venere. 
Po Liviju so rimske patricijske družine, kot so Julii, Servilii, Quinctii, Geganii, Curiatii in Cloelii, izvirali iz Alba Longr.

## Arheologija
Livij je za Alba Longo dejal, da jo je ustanovil Askanij za lajšanje gneče na Laviniju. Postavil jo je ob vznožje griča Albani in rekel, da se je njeno ime razširi po grebenu . Dionizij iz Halikarnasa je ponovil zgodbo, dodal pa je, da je Askanij po oraklju, ki mu ga je dal oče, zbiral tudi drugo latinsko prebivalstvo. Če latinsko: alba pomeni 'belo', longa pa 'dolgo', je ime v grški jezik prevedel kot 'dolgo belo mesto'. Dionizij je mesto umestil med grič Albani in Albansko jezero , s čimer je začel dolgo polemiko o njegovi lokaciji.
Od 16. stoletja je bil kraj v različnih obdobjih identificiran kot samostan sv. Pavla v Palazzoli pri Albanu, Coste Caselle v bližini Marina in Castel Gandolfo. Zadnje ime teh krajev pravzaprav zaseda mesto Domicijanove vile, ki je po Juvenalovem mnenju stala na arxu (citadeli) Alba.
Arheološki podatki kažejo obstoj niza vasi v železni dobi, vsaka s svojo nekropolo, ob jugozahodni obali jezera Albano. V času, ko jih je uničil Rim, so morale te vasi še vedno obstajati v predmestni fazi, ki se je začela združevati okoli središča, ki je morda bil Castel Gandolfo, katerega bistveno večja nekropola kaže na večje mesto.
V poznejšem republikanskem obdobju je bilo ozemlje Albe (Ager Albanus) ponovno naseljeno s številnimi stanovanjskimi vilami, ki jih omenja starodavna literatura in katerih ostanki obstajajo.

## Legendarna zgodovina
V rimski mitologiji je mesto ustanovil Askanij, sin trojanskega Eneja, ustanovljeno pa je bilo okoli leta 1152 pred našim štetjem. Mesto je bilo dolgo kulturno središče in prestolnica starodavne Latinske lige. Po legendi o ustanovitvi Rima sta bila dva zapuščena dvojčka Romul in Rem sinova Rea Silvie, vestalke in boga vojne Marsa. Rea Silvia je bila hči kralja Albe Longa, Numitorja Silvija. V tem pogledu Alba Longa velja za matično mesto Rima.
Legendarni (zgodovinsko nedokumentiran) tretji rimski kralj Tul Hostilij naj bi živel leta 665 pred našim štetjem. Alba Longo je uničil in prebivalce naselil v Rimu.
Starodavna rimska patricijska družina Iulovcev s svojim najslavnejšim predstavnikom Gaiusom Iuliusom Cezarjem naj bi izvirala iz Alba Longa.

## Verske institucije

### Tempelj Veste
Tempelj Veste, ki je stal ob vznožju Palatinskega griča zunaj Rima, je stal verjetno pred mestom [23], ki je ob ustanovitvi zasedalo le vrh griča: ognjišče Veste navadno ne bi bilo postavljeno zunaj mestnega obzidja.
Čaščenje Veste v Italiji se je začelo v Laviniumu. Iz Laviniuma se je čaščenje Veste preneslo v Alba Longo. Po vstopu na višjo funkcijo bi šli rimski magistrati v Lavinium, da bi žrtvovali Vesti in hišnim bogovom, ki so jih Rimljani imenovali Penates. Rimska mitologija trdi, da so bili Penates trojanski bogovi, ki jih je v Italijo prvi uvedel Enej. Med temi hišnimi bogovi mora biti tudi Vesta, ki so jo imenovali Vesta Iliaca (Vesta iz Troje) , s svojim svetim ognjiščem poimenovana Iliaci foci (Trojansko ognjišče).
Svečenice Veste, znane kot Vestalkine device, so upravljale tempelj in opazovale večni ogenj. Njihov obstoj v Alba Longi je povezan z zgodnjimi rimskimi tradicijami, saj je bila Silvija, Romulova mati, svečenica . Dokončno so jih ustanovili v Rimu med vladavino Nume , kjer bodo ostale, dokler institucija ni bila ukinjena z vzponom krščanstva v poznem Rimskem cesarstvu.

### Svetišče Jupitra Latiarisa
Na vrhu Monte Cavo (Mons Albanus) je bilo zelo starodavno svetišče, posvečeno Jupitru Latiarisu. Florus (2. stoletje) navaja, da je kraj izbral Askanij, ki je z ustanovitvijo Albe pozval vse Latince, naj tam praznujejo žrtve Jupitru. Na koncu je nastalo letno praznovanje Feriae Latinae, na katerem so se vsa mesta, ki so spadala v Latinsko ligo, zbrala pod pokroviteljstvom Albe in žrtvovala belega bika, katerega meso je bilo porazdeljeno med vse udeležence.
Potem ko je bila Alba Longa uničena in je njeno vodilno vlogo prevzel Rim, tradicija beleži gradnjo templja Jupitra Latiarisa na gori Alban v času vladavine Tarkvinija Ošabnega, od katerega je danes ostalo le nekaj delov obodne stene, ki so danes odstranjene in precej ostankov tlakovane ceste, ki jo je povezal z Via Appia pri Arici.